# Elena Jiménez (artista)
Elena Jiménez Moreno (Alicante, 12 de diciembre de 1965) es una artista feminista multidisciplinar española residente en Madrid. Mediante diferentes recursos técnicos como  la obra gráfica, fotografía, instalación, impresión digital y dibujo, crea un lenguaje personal en su obra con el que reflexiona sobre la representación e identidad,  para mostrar una visión personal del diálogo entre la naturaleza y el ser humano. Forma parte de la Junta Directiva de la asociación MAV (Mujeres en las Artes Visuales).

## Trayectoria
Elena Jiménez realiza en su ciudad natal los estudios  de Técnico Superior de Artes Plásticas en 1985, especializándose en Diseño Gráfico, Escultura, Grabado y Técnicas de Estampación. Su proyecto final lo tituló  "Experimentación en la Obra Gráfica Original" en el año 1986. Obtiene numerosas becas para ampliar su formación, ese mismo año obtiene la beca del Círculo de Bellas Artes de Madrid de los Talleres de Arte Actual para realizar el taller impartido por Pablo Palazuelo. Continúa su período de formación asistiendo a diversos talleres mediante sendas becas como en el año 1993 que obtiene la beca para realizar el  Taller de Grabado Monasterio de San Clemente en Sevilla impartido por el pintor andaluz Luis Gordillo  y el pintor y grabador japonés Mitsuo Miura. En el año 1997 obtiene la Beca Taller experimental de Grabado La Habana en Cuba, titulado Fografía sobre piedra en gran formato. Continúa ampliando su formación asistiendo a talleres en diferentes ciudades como el realzado en New York  Lower East Side Workshop Printmakers,  NY. Proyecto Patchwork, y en otras ciudades europeas, como  en la Fundación Miró de Palma de Mallorca o el realizado en Londres con el título Impresión en relieve, en el año 2009 en el London Print Studio de Londres. En el año 2010  realiza el Taller de activismo y arte contemporáneo en la Casa Encendida de Madrid. Workshop Kulturwek, Bethanien Berlín Proyecto Patchwork. Impresión Leterpres.

## Experiencia didáctica
Compagina su trabajo creativo con la enseñanza de Obra Gráfica y Estampación, ejerciendo como directora y programadora de los talleres de grabado del Ayuntamiento de Madrid de los años 1991 a 2017. Son diversos los centros en los que impartió otros talleres siempre dentro de su especialidad como es la obra gráfica. 2005/06 fue directora y coordinadora de I y II Jornadas de Arte Gráfico Profesional. Litografía sobre aluminio/ grabado no toxico. En el año 2007 Profesora Otras gráficas. El grabado como experimentación y Creación en los VI Talleres internacionales de arte El Jardinico Caravaca de Murcia. En 2010 fue profesora del taller Transferencia no toxica a la goma arábiga en los III Encuentros gráfica y digitales. en la Universidad de Cartagena en Murcia.  

## Premios

#### Premios Adquisición
Algunas instituciones han establecido las ayudas a los artistas creando otro formato de premios denominado Premios Adquisición de obra, con el fin de crear e implementar su propia colección. En esta modalidad ha obtenido varios premios  de diversas instituciones como en el Ayuntamiento de Alicante en los años 1992, 1993, 1996. En el año 2003 obtiene el premio adquisición de obra denominado II Premio Cantabria de Artes Plásticas. Así como en la XI Bienal Villa de Mislata de Valencia.

#### Relación de primeros premios
Ha obtenido numerosos premios en obra gráfica, se destaca una selección de los primeros premios.
- 2001 1.º Premio. VI Premio de grabado. Comunidad de Madrid.
- 2002 1.º Premio. XXX “Carmen Arozena”. Cabildo Insular de la Palma.[5][1]
- 2005 1.º Premio “San Lorenzo del Escorial”. Madrid
- 2009 1.º Premio de artes plásticas “Colegio de España en Paris”. Francia
- 1.º Premio de grabado “Rafael Canogar” .Pinto
- 2013  1.º Premio V Bienal Iberoamericana de Gráfica Cáceres.[6][7]
- 2014  1.º Premio XVI Certamen de Grabado “José Caballero“ Las Rozas. Madrid.[8]

#### Ayudas de instituciones
Ha obtenido ayudas a la creación de las más importantes instituciones de Madrid, como en 2010  Ayudas a la Producción de Artes Plásticas de la Comunidad de Madrid y Ayudas a la Promoción de las Artes del Ministerio de Cultura Español.

## Obra en colecciones e instituciones (selección)
Son varios los ayuntamientos que poseen obras como en la Comunidad de Madrid:en el ayuntamiento de la Rozas y de Pinto,  así como en el Ayuntamiento de Alicante, de Mislata en Valencia y en el de Cádiz. 
Colegio de España en París; Taller de Gráfica. La Habana. Cuba ; Museo de Grabado. Marbella;  Gobierno de Cantabria; Diputación de Alicante; Caja de Madrid.;  Congreso de los Diputados; Cabildo Canario;  Comunidad de Madrid; . Museo Municipal Arte Contemporáneo de Madrid;  Ministerio de Justicia. Madrid;  Banco de Santander;  Asociación Española de Banca;  Biblioteca Nacional Madrid; Banco Bilbao Vizcaya; Fundación Mapfre;  Fundación Repsol;  Calcografía Nacional.; Ceart de Fuenlabrada, Madrid.

## Exposiciones
Desde sus inicios profesionales ha realizado numerosas exposiciones tanto individuales como colectivas.

### Exposiciones individuales
2016  Patchwork CMYK Arte en Casa Bardin. Alicante
Color y medidas variables. Sala Maruja Mallo. Las Rozas Madrid *
2013  El Amor, el Arte y otros Síndromes. Arteultimo 21 dias. La lonja. Alicante *
Cortar , Copiar, Pegar. Espacio B. Madrid
2012 La sombra desobediente. Espacio arteinversion.
La sombra desobediente. CEART *
2011  360° Berlín Galería Múltiple. Madrid
2009 Patchwork. Palacio de Pimentel. Valladolid
Patchwork . Espacio Zambucho. Madrid
2008 The papers of NY. Intervención en espacio público. NY
Prohibido no participar Galería. Barbarin. Madrid
2007 Brobdingnag Casa Fuerte Bezmiliana. . Málaga.*
Brobdingnag Colegio de España .Paris. Francia
Brobdingnag Galería Benot. Espacio 2. Cádiz
2005 Gulliver Sala El Brocense Cáceres.*
Gulliver Espacio Zambucho... Madrid.
2001 Rosal de Narciso. Galería Carmen de la Guerra. Madrid.
1996 Norte, Sur, Este, Oeste. Galería Rosa Hernández. Alicante.
1995 Memoria de una carpintería. Galería del Progreso., Madrid
1994 Geografías. Sala Conselleria de la Generalitat Valenciana. Alicante.*

### Exposiciones colectivas (selección)
Ha participado en múltiples exposiciones internacionales tanto en Europa como en EE. UU., Latinoamérica y Asia
2014  Arteúltimo. Museo Centro del Carmen. Valencia *
2013  La Palabra Pintada. Intervención en Espacio Público, Biblioteca Pozuelo, Madrid
I Bienal Iberoamericana Aguascalientes. México *
2012El Libro como... Bibiblioteca Nacional. Madrid.*
2011 Bienal de gráfica Iberoamericana, Ciudad de Cáceres y 2010.
2010 SHANGHAI EXPRES. The Nut. China. 
AKIYOSHIDAI Internacional Art Symposium Japón *
II encuentro Iberoamericano. UCR Costa Rica.
2009 KOFUKUJI Internacional Art Symposium. Japón
Certamen de Artes Plásticas El Brocense Cáceres
CORPOREA. .MUA Universidad de Alicante.*
Encuentro Iberoamericano .Galería Nacional. San José. Costa Rica
ARTHAUS66 Gallery. Aluquerque. Nuevo Méjico. USA
2008 INRAFICA Cuenca *
V Certamen “Ángel Andrade”. Diputación de Ciudad Real*
BAT 17/10 . Círculo de Bellas artes. Madrid *
II Certamen de Bellas Artes “Juan Luis Vasallo”. Cádiz *
I Premio de Arte Gráfico “Ciudad de Gijón”*
Catedral Gallery. Obra gráfica. Murcia
Certamen Europeo de Pintura “Antonio López “Pinto Madrid *
XI Bienal Villa de Mislata. Valencia *
Alter Grafico. Calcografía Nacional Instituto Cervantes en Rabat *
Red- intiner. Arte en las planchas Comunidad de Madrid.*
IV Bienal de Gráfica Contemporánea Ayamonte. Huelva *
2005 XXVI Bienal Internacional de Ljubljana. Ministerio de Cultura. *
Gráfica Actual. 10 jóvenes artistas españoles en Munster. Alemania.
Exhibition of Korea-Spain Artist. Galería Carmen de la Guerra. Madrid.*
Premio Nacional de Litografía “Ciudad de Gijón” 2004. *
I Bienal de Gráfica Iberoamericana. Cádiz
2004 Doble Sentido. Taller Experimental de Gráfica. La Habana. Cuba.*
IV Festival de Gravura. Evora. Portugal.*
III Bienal de Gráfica Contemporánea Ayamonte. Huelva *
XXI Premio Bancaixa. IVAM. Valencia. *
Casas y Calles. Intervención “Incomunicación”.* 
2003 X Premios Nacionales de grabado. Museo de grabado contemporáneo. Marbella. *
Isocronías. Calcografía Nacional. Madrid. *
2002 III Trienal de Arte Gráfico CAJASTUR. Palacio Revilladiego. Gijón. *
Casa de América. Premios de Grabado.. Comunidad de Madrid.*
XXX Premio Nacional de Grabado.” Carmen Arozen”a. La Palma.*
Biblioteca Nacional. III exposición donaciones obra gráfica 1993-1997. Madrid.
Premio Nacional de grabado.2001. Calcografía Nacional. Madrid. * 
2001 Premios y becas GENERACIÓN 2001 Caja de Madrid. Casa de América. Madrid.*
ESTAMPA. Espacio TENTACIONES. “Ángel por un día”
El Atelier. Ashila Marruecos
2000 Premios Villa de Madrid. Lucio Muñoz. Museo de la Ciudad. Madrid.*
1999 Galería Idearte. Madrid
Galería Zambucho. Madrid.
Premios Villa de Madrid. “Lucio Muñoz “. C. C. Conde Duque.
1996 y 1995 Galería del Progreso. Madrid.
XVII Convocatoria de Artes Plásticas. Diputación de Alicante..
Rodalies. Colectiva de Arte Joven. Generalitat Valenciana. Alicante.
1994 Galería Astarte. Madrid.
III Bienal de Grabado “ Julio Nespereira” Orense.
Galería Tórculo. XXII Premio Nacional de Grabado Carmen Arozena.
1993 IV Exposición de Artes Plásticas Valdepeñas. Ciudad real.
X Exposición de Artistas Alicantinos. Ayuntamiento de Alicante.
1992 Galería Heen. Maastricht. Holanda.
Monasterio de San Clemente. Sevilla
II Bienal de Grabado “ Julio Nespereira.” Orense.
Premio CEIM de Grabado. Sala de la Comunidad de Madrid. Puerta de Toledo.